# Armel Bella-Kotchap
Armel Bella-Kotchap, né le 11 décembre 2001 à Paris en France, est un footballeur international allemand qui évolue au poste de défenseur central au Southampton FC.

## Biographie

### VfL Bochum
Né à Paris en France, Armel Bella-Kotchap est formé par le VfL Bochum, qu'il rejoint en 2017 en provenance du MSV Duisbourg. Le 3 mars 2019, il signe son premier contrat professionnel avec le VfL Bochum. Le 28 avril 2019, il joue son premier match en professionnel, en étant titularisé lors d'une rencontre de deuxième division allemande face au FC Erzgebirge Aue. Son équipe s'incline sur le score de trois buts à deux ce jour-là.
Le 6 janvier 2020, Bella-Kotchap prolonge son contrat avec son club formateur jusqu'en juin 2024,. Il commence à s'installer en équipe première lors de la saison 2019-2020, où il est considéré comme l'un des joueurs les plus prometteurs parmi les joueurs évoluant en deuxième division.
Le 14 février 2021, Bella-Kotchap inscrit son premier but en professionnel, lors d'une rencontre de championnat face à l'Eintracht Brunswick. Il ouvre le score de la tête sur un service de Robert Žulj et son équipe s'impose par deux buts à zéro.

### Southampton FC
Le 21 juin 2022, Armel Bella-Kotchap quitte le VfL Bochum et s'engage en faveur du Southampton FC. Le défenseur signe un contrat de quatre ans, soit jusqu'en juin 2026. Il devient à cette occasion la vente la plus chère de l'histoire du VfL Bochum.

### PSV Eindhoven
Le 1er septembre 2023, Armel Bella-Kotchap est prêté pour une saison au PSV Eindhoven.
Avec le PSV, il découvre la Ligue des champions, jouant son premier match dans cette compétition le 20 septembre 2023, en étant titularisé contre l'Arsenal FC. Son équipe est battue par quatre buts à zéro ce jour-là.

### Retour à Southampton
Après une saison en prêt où il a peu joué, Armel Bella-Kotchap fait son retour au Southampton FC à l'été 2024.

### En sélection
Armel Bella-Kotchap représente l'Allemagne dans les équipes de jeunes, il compte notamment cinq sélections avec les moins de 18 ans, qu'il représente entre 2018 et 2019.
Le 7 octobre 2020, il joue son premier match avec les moins de 20 ans, face à la Suisse (victoire 3-1 des jeunes allemands).
En septembre 2022, Armel Bella-Kotchap est convoqué pour la première fois avec l'équipe nationale d'Allemagne par le sélectionneur Hansi Flick. Bella-Kotchap honore sa première sélection lors de ce rassemblement, le 26 septembre 2022 contre l'Angleterre au Wembley Stadium. Il entre en jeu à la place de Kai Havertz lors de ce match où les deux équipes se neutralisent (3-3 score final),.
Le 10 novembre 2022, il est sélectionné par Hansi Flick pour participer à la Coupe du monde 2022.

### Style de jeu
Armel Bella-Kotchap est décrit comme un joueur doué dans le domaine aérien, impressionnant par ses qualités physiques : puissance, vitesse, endurance. Des capacités qui lui valent d'être comparé à Jonathan Tah notamment.

## Vie personnelle
Armel Bella-Kotchap est le fils de l'ancien footballeur camerounais, Cyrille Bella (en).

## Palmarès
- VfL Bochum
  - 2. Bundesliga
    - Champion en 2021

## Statistiques
| Saison                | Club                  | Championnat           | Championnat | Championnat | Coupe nationale | Coupe nationale | Coupe de la Ligue | Coupe de la Ligue | Compétition(s) continentale(s) | Compétition(s) continentale(s) | Compétition(s) continentale(s) | Total | Total |
| Saison                | Club                  | Division              | M.          | B.          | M.              | B.              | M.                | B.                | Comp.                          | M.                             | B.                             | M.    | B.    |
| 2018-2019             | VfL Bochum            | 2.Bundesliga          | 4           | 0           | -               | -               | -                 | -                 | -                              | -                              | -                              | 4     | 0     |
| 2019-2020             | VfL Bochum            | 2.Bundesliga          | 12          | 0           | 2               | 0               | -                 | -                 | -                              | -                              | -                              | 14    | 0     |
| 2020-2021             | VfL Bochum            | 2.Bundesliga          | 28          | 1           | 2               | 0               | -                 | -                 | -                              | -                              | -                              | 30    | 1     |
| 2021-2022             | VfL Bochum            | Bundesliga            | 23          | 0           | 3               | 0               | -                 | -                 | -                              | -                              | -                              | 26    | 0     |
| Sous-total            | Sous-total            | Sous-total            | 67          | 1           | 7               | 0               | 0                 | 0                 | -                              | 0                              | 0                              | 74    | 1     |
| 2022-2023             | Southampton FC        | Premier League        | 24          | 0           | 1               | 0               | 1                 | 0                 | -                              | -                              | -                              | 26    | 0     |
| Sous-total            | Sous-total            | Sous-total            | 24          | 0           | 1               | 0               | 1                 | 0                 | -                              | 0                              | 0                              | 26    | 0     |
| 2023-2024             | PSV Eindhoven (prêt)  | Eredivisie            | 3           | 0           | -               | -               | -                 | -                 | C1                             | 2                              | 0                              | 5     | 0     |
| Sous-total            | Sous-total            | Sous-total            | 3           | 0           | 0               | 0               | 0                 | 0                 | -                              | 2                              | 0                              | 5     | 0     |
| Total sur la carrière | Total sur la carrière | Total sur la carrière | 94          | 1           | 8               | 0               | 1                 | 0                 | -                              | 2                              | 0                              | 105   | 1     |

### En sélection
| Saison                | Sélection             | Phases finales        | Phases finales | Phases finales | Phases finales | Éliminatoires | Éliminatoires | Éliminatoires | Ligue Nations | Ligue Nations | Ligue Nations | Matchs amicaux | Matchs amicaux | Matchs amicaux | Total | Total | Total |
| Saison                | Sélection             | Compétition           | M              | B              | Pd             | M             | B             | Pd            | M             | B             | Pd            | M              | B              | Pd             | M     | B     | Pd    |
| --------------------- | --------------------- | --------------------- | -------------- | -------------- | -------------- | ------------- | ------------- | ------------- | ------------- | ------------- | ------------- | -------------- | -------------- | -------------- | ----- | ----- | ----- |
| 2022-2023             | Allemagne             | -                     | -              | -              | -              | -             | -             | -             | 1             | 0             | 0             | 1              | 0              | 0              | 2     | 0     | 0     |
| Total sur la carrière | Total sur la carrière | Total sur la carrière | 0              | 0              | 0              | 0             | 0             | 0             | 1             | 0             | 0             | 1              | 0              | 0              | 2     | 0     | 0     |